# Erich von Däniken

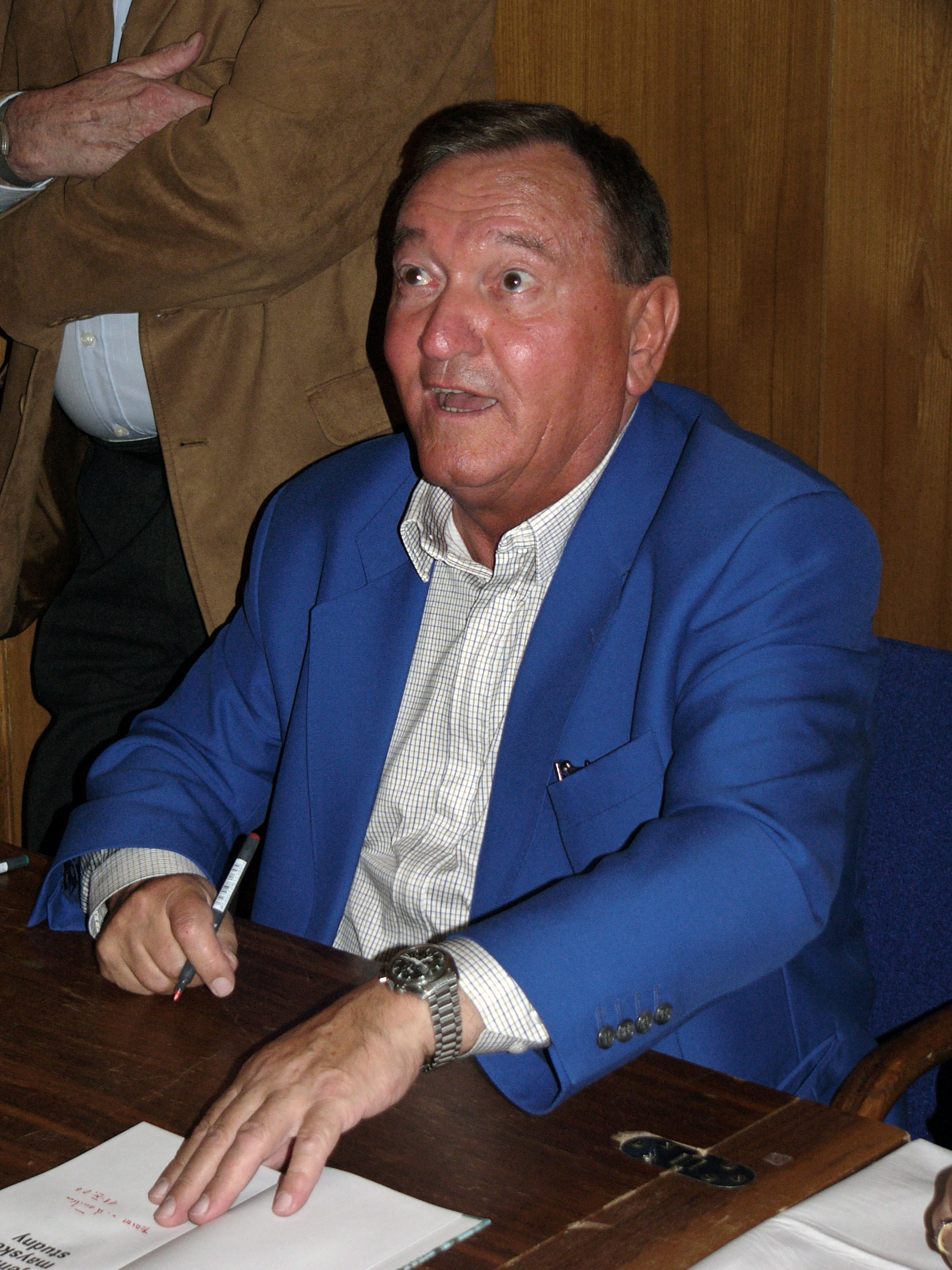
Erich von Däniken

Erich von Däniken (sinh ngày 14 tháng 4 năm 1935 ở Zofingen, Thụy Sĩ) là một tác giả ưa thích tranh luận, nổi tiếng với các nghiên cứu về vấn đề các sinh vật ngoài Trái Đất đã có ảnh hưởng đến văn hóa loài người từ thời tiền sử. Ông cũng là một người quan trọng trong việc truyền bá giả thuyết những nhà du hành vũ trụ cổ xưa. Sách của ông được dịch ra 32 thứ tiếng và với tổng số lượng xuất bản là 62 triệu quyển sách được bán ông là một trong những tác giả thành công nhất trong lãnh vực khoa học giả tạo (pseudo-science) bên cạnh Charles Berlitz.

## Tác phẩm

### Tác phẩm được dịch ra tiếng Anh
- Chariots of the Gods? (Erinnerungen an die Zukunft) (1968)
- Gods from Outer Space (1970)
- The Gold of the Gods (1972)
- In Search of Ancient Gods (1973)
- Miracles of the Gods (1974)
- Signs of the Gods (1979)
- Pathways to the Gods (1981)
- The Eyes of the Sphinx (1996)
- The Return of the Gods - Evidence of Extraterrestrial Visitations. (1997)
- Odyssey of the Gods - An Alien History of Ancient Greece. (2000)

### Nguyên bản tiếng Đức
- Erinnerungen an die Zukunft, 1968, ISBN 3-404-60274-9
- Zurück zu den Sternen, 1969. Econ, 1986, ISBN 3-430-11986-3
- Aussaat und Kosmos, 1972, ISBN 3-426-03384-4
- Meine Welt in Bildern, 1973, ISBN 3-426-03404-2
- Erscheinungen, 1974, ISBN 3-453-04434-7
- Beweise, 1977, ISBN 3-453-00907-X
- Erich von Däniken im Kreuzverhör, 1978
- Prophet der Vergangenheit, 1979, ISBN 3-453-05230-7
- Reise nach Kiribati, 1981
- Strategie der Götter, 1982
- Der Tag an dem die Götter kamen, 1984
- Habe ich mich geirrt?, 1985
- Wir alle sind Kinder der Götter, 1987
- Die Augen der Sphinx, 1989
- Kosmische Spuren, 1989
- Die Spuren der Außeridischen, 1990
- Die Steinzeit war ganz anders, 1991
- Außerirdische in Ägypten, 1991
- Die Rätsel im alten Europa, 1991
- Der Götter-Schock, 1992
- Neue kosmische Spuren, 1992
- Raumfahrt im Altertum, 1993
- Das Erbe von Kukulkan, 1993
- Auf den Spuren der Allmächtigen, 1993
- Fremde aus dem All, Kosmische Spuren: neue Funde, Entdeckungen, Phänomene, 1995
- Der jüngste Tag hat längst begonnen - die Messiaserwartung und die Außerirdischen, 1995
- Botschaften und Zeichen aus dem Universum, 1996
- Das Erbe der Götter, 1997
- Zeichen für die Ewigkeit - das Rätsel Nazca, 1997
- Im Namen von Zeus, 1999
- Die Götter waren Astronauten, 2001, ISBN 3-570-00031-1
- Jäger verlorenen Wissens, 2003, ISBN 3-9302-1969-7
- Geheimnisse versunkener Welten, 2003 (Hörbuch Moderiert von Rainer Holbe)